# Кочіс (округ, Аризона)
Шаблон:StateAbbr_ 31°52′50″ пн. ш. 109°45′13″ зх. д. / 31.880555555556° пн. ш. 109.75361111111° зх. д.
Округ Кочіс (англ. Cochise County) — округ (графство) у штаті Аризона. Ідентифікатор округу 04003.

## Історія
Округ утворений 1881 року.

## Демографія
За даними перепису
2000 року
загальне населення округу становило 117755 осіб, зокрема міського населення було 78223, а сільського — 39532.
Серед мешканців округу чоловіків було 59357, а жінок — 58398. В окрузі було 43893 домогосподарства, 30786 родин, які мешкали в 51126 будинках.
Середній розмір родини становив 3,07.
Віковий розподіл населення поданий у таблиці:
| Стать    | До 15 років | 15-21 | 22-29 | 30-39 | 40-49 | 50-65 | 65-85 | Понад 85 |
| -------- | ----------- | ----- | ----- | ----- | ----- | ----- | ----- | -------- |
| Чоловіки | 12912       | 6622  | 6007  | 7790  | 8129  | 9713  | 7652  | 532      |
| Жінки    | 12627       | 5634  | 5229  | 7274  | 8283  | 10170 | 8205  | 976      |

## Суміжні округи
- Грем — північ
- Грінлі — північний схід
- Гідальго, Нью-Мексико — схід
- Аґуа-Прієта, Сонора, Мексика — південь
- Cananea (municipality)[en], Мексика — південь
- Naco, Sonora[en], Мексика — південь
- Santa Cruz, Sonora[en], Мексика — південь
- Санта-Круз — південний захід
- Піма — захід

## Виноски
1. ↑  American FactFinder. Бюро перепису населення США. Архів оригіналу за 29 липня 2011. Процитовано 31 січня 2008.

| США | Це незавершена стаття з географії США. Ви можете допомогти проєкту, виправивши або дописавши її. |